# Sphenoraia nebulosa
Sphenoraia nebulosa là một loài bọ cánh cứng trong họ Chrysomelidae. Loài này được Gyllenhal miêu tả khoa học năm 1808.